# Курска губерния
Курска губерния (на руски: Курская губерния) е губерния на Руската империя и Съветска Русия, съществувала от 1796 до 1929 година. Разположена е в югозападната част на Европейска Русия и съседни райони на днешна Украйна, а нейният център е град Курск. Към 1897 година населението ѝ е около 2,4 милиона души, главно руснаци (77,3%) и украинци (22,3%).
Създадена е през 1796 година на основата на дотогавашното Курско наместничество. През 1925 година части от губернията с град Путивъл са включени в Украинската съветска социалистическа република. През 1928 година губернията е обединена с Воронежка, Орловска и Тамбовска губерния в Централно-черноземна област.